# كيمياء عضوية

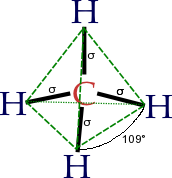
بنية جزيئة الميثان أبسط مركب هيدروكربوني. ذرة الكربون في الوسط (أحمر)، ويرتبط بها 4 ذرات هيدروجين.

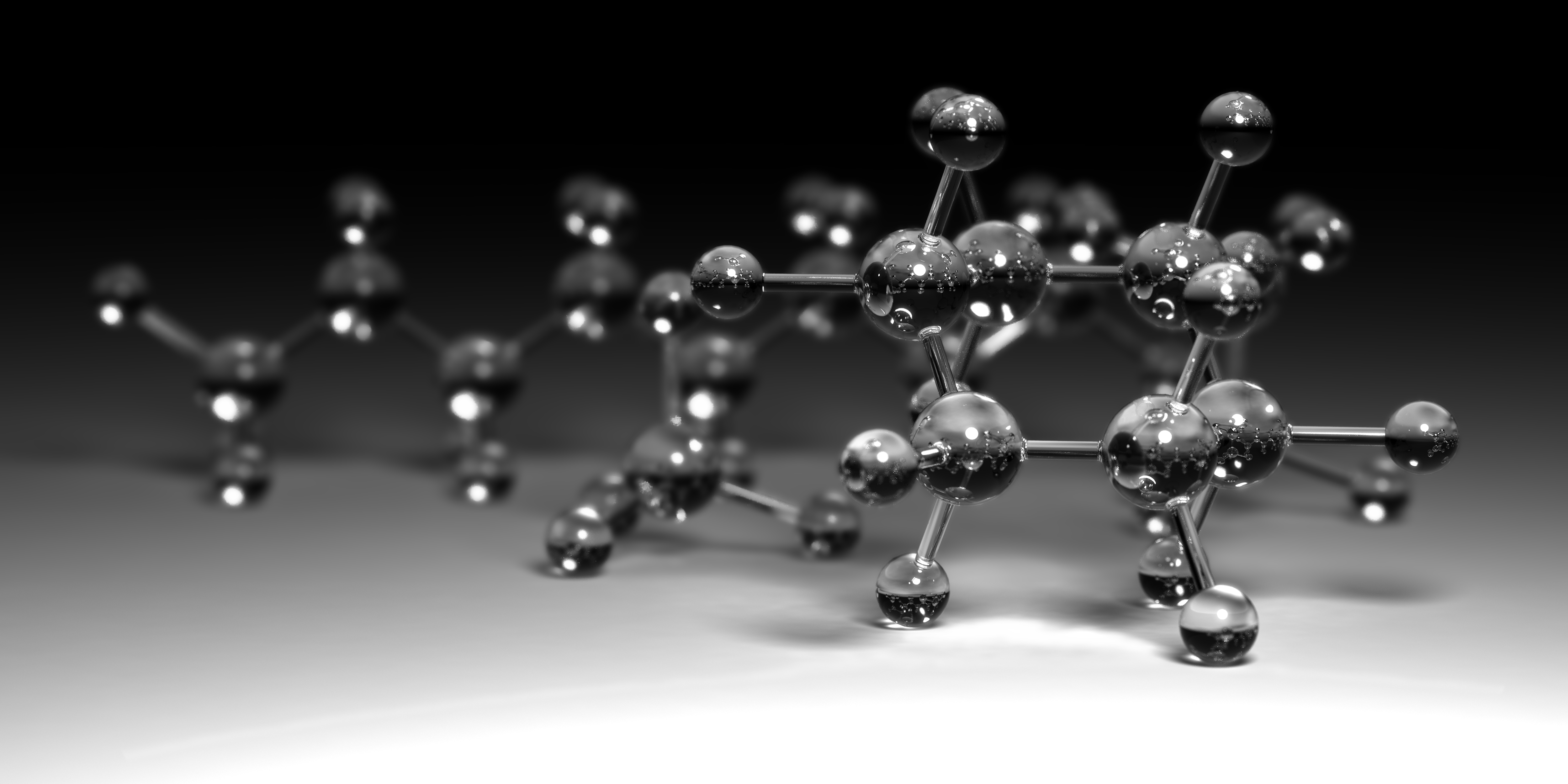
نماذج مركبات عضوية

الكيمياء العضوية هي إحدى فروع علم الكيمياء. ويدرس بنية وخواص وتفاعلات المركبات والمواد العضوية، أي المواد التي تحتوي على عنصر الكربون. وهي تهتم بالتفاعلات والمواد الداخلة في تكوين الكائنات الحية أو الناتجة من كائن حي، ولهذا سميت بالعضوية. الكيمياء العضوية هي العلم المتعلق بوجود الحياة على الأرض وتبحث في المركبات المرتبطة بالحياة والكائنات الحية.
دراسة المواد العضوية تتضمن استخدام المطيافية (مثل رنين مغناطيسي نووي) ومطيافية الكتلة والطرق الفيزيائية والكيميائية الأخرى لتحديد التركيب الكيميائي والصيغة الكيميائية للمركبات العضوية وفهم تفاعلاتها، بل وإضافة مواد يستفيد منها الإنسان، مثل الأدوية والأسمدة والبوليميرات المختلفة المستخدمة أحيانها كعوازل كهربائية أو حرارية أو صوتية. يدخل في تركيب المواد العضوية بصفة أساسية الكربون والنتروجين والهيدروجين والأكسجين. الكربون هو عمودها الفقري حيث أنه رباعي التكافؤ، وقابل لتكوين سلاسل طويلة وحلقات لجزيئات عضوية، مثل جزيئات البروتين المتعددة والبوليمرات المختلفة . دراسة خواص المواد تتضمن الخواص الفيزيائية والكيميائية، وتستخدم طرقًا شبيهة وطرق تقدير التفاعلية الكيميائية، بهدف فهم سلوك المادة العضوية في شكلها النقي (إن وجد)، وفي المحاليل والمزائج والأشكال المصنعة. وتتضمن دراسة التفاعلات العضوية التحقيق في نطاقها باستخدامها في إعداد المركبات الهدف (مثل المنتجات الطبيعية والأدوية والمكثورات وغيرها) عن طريق الاصطناع الكيميائي، فضلا عن دراسة مركزة في تفاعلية الجزيئات العضوية المفردة، سواء في المختبرات وباستخدام الدراسة النظرية (محاكاة باستخدام الحاسوب).
وتتضمن مجموعة المواد الكيميائية المدروسة في الكيمياء العضوية الهيدروكربونات (مركبات تحتوي على الكربون والهيدروجين فقط)، إضافة إلى عدد لا يحصى من المركبات التي تتكون من الكربون أساسًا، ولكنها تحتوي أيضًا على عناصر أخرى، وهي تدخل أساسا في تكوين الكائنات الحية من نبات أو حيوان أو ناتجة منها . مكوناتها تحتوي على الكربون بالإضافة إلى مكونات أساسية من ضمنها:
- الأوكسجين والنيتروجين، والكبريت والفسفور (هذه موجودة في العديد من المركبات الكيميائية العضوية في الأحياء) والهالوجينات. يتميز الكربون بأنه رباعي الترابط، مما ييسر بنائه لسلسلات طويلة عضوية، مثل الكربوهيدرات والبروتينات.

وفي العصر الحديث، اتسع النطاق إلى مزيد من العناصر في الجدول الدوري، مع عناصر المجموعات الرئيسية، بما في ذلك:
- المجموعة 1 و2 مركبات عضوية فلزية، أي تتضمن الفلزات القلوية (مثل الليثيوم والصوديوم والبوتاسيوم) أو الفلزات القلوية الترابية (مثل المغنسيوم) أو
- أشباه الفلزات (مثل البورون والسيليكون) أو معادن أخرى (مثل الألمنيوم والقصدير).

إضافة إلى ذلك، ركزت البحوث الحديثة في الكيمياء العضوية التي تنطوي على مزيد من الكيمياء العضوية الفلزية، بما في ذلك اللانثينيدات، ولكن خاصة:
- الفلزات الانتقالية (مثل الزنك والنحاس والبلاديوم والنيكل والكوبالت والتيتانيوم والكروم، الخ).

ولا تنتمي مركبات الكربون المعقدة إلى مجال الكيمياء غير العضوية . فلا تحتوي المواد غير العضوية على روابط كربون-كربون (مثل أول أكسيد الكربون، وثاني أكسيد الكربون، والأحماض والأملاح والكربيدات والمعادن). وهذا بالطبع لا ينفي وجود مركبات عضوية غير معقدة لا تحتوي على روابط كربون-كربون (مثل الميثان ومشتقاته البسيطة).
ونظرًا للخواص الفريدة للمركبات عديدة الكربون فإنه يوجد مدى بالغ الاتساع لاستخدامات المركبات العضوية. فمثلا تدخل المركبات العضوية كمكونات أساسية في عديد من المنتجات مثل الأدوية والمنتجات البتروكيمياوية واللدائن والأطعمة و الطلاء والمتفجرات والأسمدة والمطاط الاصطناعي والبلاستيك والعديد من المنتجات الأخرى. وبالطبع (بعيدًا عن بعض الاستثناءات البسيطة) فإنها أساس كل العمليات الحيوية التي تتم في أجسام الكائنات الحية، بل هي مركبات الكائنات الحية نفسها، فمكوناتها هي مركبات عضوية بالغة التعقيد. كما أن اختلاف أشكال ونشاط المستبدلات في المركبات العضوية يؤدي لوجود وظائف وأشكال مختلفة لهذه المركبات، مثل حفز الإنزيمات في التفاعلات الحيوية في الأنظمة الحية. وهذه التفاعلات بشكل أو بآخر تعد المحور الذي تدور حوله أشكال الحياة.
ونظرا للخواص الفريدة للكربون، فإنه يعتقد أنه يمكن أن يوجد شكل من أشكال الحياة على النجوم الأخرى اعتمادًا على الكربون، وذلك مع أن احتمالية تغيير ذرة الكربون ب سيليكون والذي يقع أسفل الكربون في الجدول الدوري؛ فتكافؤ الكربون : 4، وتكافؤ السيليكون : 4 أو يزيد.
وتعد الكيمياء العضوية أحد أهم فروع علم الكيمياء الحديثة وتدرس كمنهج منفصل في الكثير من الأنظمة التعليمية في أنحاء العالم.

## تصنيف المواد العضوية

### الوصف والتسمية
أول من اهتم بتصنيف المركبات إلى مواد عضوية وغير عضوية هو العالم بريزليوس عن طريق نظريتهِ الحيوية، وهي أن المواد العضوية هي التي تتكون داخل الكائنات الحية، ولا يمكن تحضيرها في المعمل.
تختار التسمية على أساس الأعداد اللاتينية لبعض المكونات التي توجد في الجزيء عدة مرات : مونو (أحادي)، دي (ثنائي) : تري (ثلاثي) وهكذا ؛ ثم تتبعها تسميات للأجزاء الأخرى في الجزيء. كما تستخدم الأعداد العربية المعتادة أحيانا لتعريف ركن من حلقة يرتبط به جزيء من نوع آخر، مثلما في فيتامين بي3 (أنظر الشكل).
لا يمكن التقسيم بدون الحصول على وصف كامل للمكونات المفردة للمركب العضوي.
فعلى عكس الكيمياء غير العضوية، والتي يمكن فيها وصف المركب الكيميائي بواسطة الرموز الكيميائية للعناصر الموجودة في المركب وعدد كل منها، فإنه في الكيمياء العضوية يجب معرفة ترتيب هذه الذرات بالنسبة لبعضها البعض أيضا ليكون هناك توصيف كامل للجزيء؛ فهي معقدة التركيب، بمعنى أن عدد من ذرات الكربونات والهيدروجين مثلا يمكنه تكوين عدة جزيئات، كل منها بتشكيلة مختلفة (أي عدة مواد).
وأحد طرق وصف الجزئ هي رسم المعادلة البنائية. ونظرا لتعقيد هذه الطريقة فقد تم تغييرها، وتبسيطها عبر السنين. وآخر هذه التعديلات هو المعادلة الخطية، والتي تضمن السهولة بدون حدوث لبس أو غموض، وهنا يتم تمثيل كل من الكربون والهيدروجين بصورة ضمنية. وعيوب هذه الطريقة أنه لا يمكن وصفها بالكلمات كما يصعب طباعتها، وهذا يمكن التغلب عليه بواسطة تسمية المواد العضوية.

عدة أسماء لمركب عضوي، وهو مثلا فيتامين بي3.

ونظرا لوجود صعوبة ناتجة من وجود عدد كبير ومتعدد من المركبات العضوية، اعتمد الكيميائيون على نظام عالمي موحد لتسمية المركبات العضوية. وقد تم ميلاد هذه التسمية في جينيف عام 1892 بعد عدة لقاءات دولية متعلقة بهذا الموضوع.
وبالوصول إلى حقيقة أن تعقيد المركبات يزيد في فرع الكيمياء الحيوية، قررت منظمة الايوباك إلحاق الاتحاد الدولي للكيمياء البحتة والتطبيقية (الاتحاد الدولي للكيمياء والجزيئات الحيوية) بها، للوصول إلى تسميات للمركبات المختلفة.
وبمرور الوقت وبزيادة تعقيد المركبات كانت هناك محاولات عديدة من الايوباك لتبسيط طرق التسمية. وقد كانت أول هذه التوصيات عام 1951 عندما تم تسمية البنزين الحلقي سيكلوفان. وبعد ذلك كانت هناك توصيات عديدة لتبسيط تسمية المركبات الحلقية الأخرى والتي تحتوى على ذرات غير متجانسة، مثل الفينولات والنفثالين والبيريدين وغيرها.
ولكن في الواقع لا يزال الاسم التقليدي (غالبا ما يكون مشتق من أصل المركب) لكثير من المركبات يستخدم نظرا لتعقيد الاسم المقترح من الايوباك، إلا في حالة الحاجة لوصف دقيق ومحدد لأحد المركبات فإنه يتم الرجوع لاسم الايوباك. أو في حالة أن الاسم المقترح من الايوباك يكون أسهل من الاسم التقليدي للمركب (فمثلا تسمية الايوباك للكحول الإيثيلي هي الإثانول).

### تصنيف المواد العضوية
تصنيفان رئيسيان:

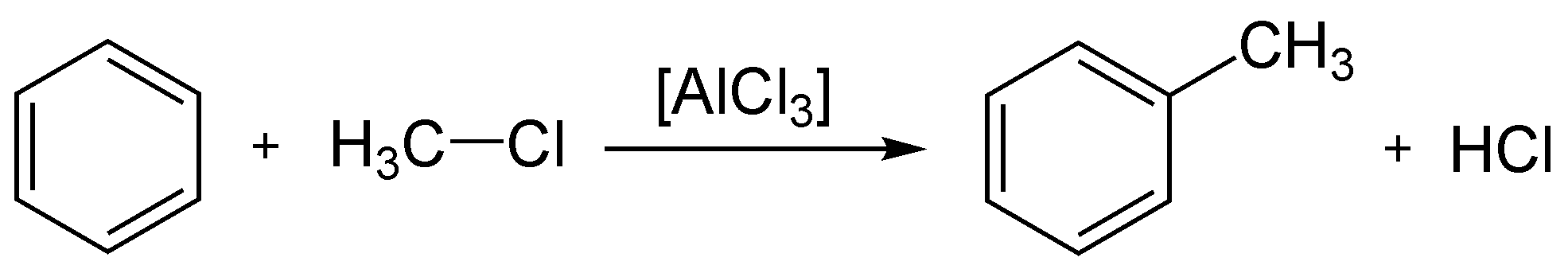
أحد تفاعلات البنزين، وطريقة كتابتها.

1. مواد عضوية أليفاتية: وهي متسلسلات الكربون وهي مستقيمة وليست حلقية.
2. مواد عضوية أروماتية: وهي مركبات حلقية وتتكون من حلقة بنزين واحدة على الأقل.

بصفة عامة  تصنف المواد العضوية طبقا لترتيب بنائها الجزيئي ونشابك الذرات الأخرى بالنسبة لذرة الكربون الرئيسية فيها. في حين يفترض أن ذرات الهيدروجين تشغل كل التكافؤات الفارغة لذرات الكربون، إذا لم تكن مشغولة بذرة كربون آخرى أو بذرة عنصر آخر . لهذا يستغنى مثلا عن رسم ذرات الهيدروجين في حلقة مثل البنزين.

### الهيدروكربونات والمجموعات الفعالة
يبدأ التصنيف عادة بالهيدروكربونات: المركبات التي تحتوى على كربون وهيدروجين فقط. والتصنيفات المشتقة منها، شاهد بالأسفل. أما العناصر الأخرى التي تقدم نفسها في تشكيل ذري تسمى مجموعات فعالة والتي لها تأثير حاسم في الخواص الكيميائية والفيزيائية للمركب، وعلى هذا فإن المجموعات التي لها نفس التكون الذري يكون لها خواص متشابهة، والتي يمكن أن تكون الاختلاط مع الماء، الحمضية، القاعدية، النشاطية الكيميائية، المقاومة للتأكسد، أو بعض الخواص الأخرى. كما أن بعض المجموعات الفعالة قد تكون جذورا حرة، مشابهة للموجودة في الكيمياء غير العضوية، وتعرف على أنها تشكل ذري ينتقل خلال التفاعل الكيميائي من مركب لأخر بدون أن تتغير.
وبعض عناصر المجموعات الفعالة (O, S, N, والهالوجينات) يمكن أن تكون بمفردها واسم مجموعة لا يصلح لها، ولكن نظرا لتأثيرها الحاسم في تغيير خواص الهيدروكربونات التي تتواجد فيها، فإنه يتم تقسيمها ضمن المجموعات الفعالة، وتأثير المجموعات الفعالة على الخواص واضح للغاية في الصفات والتقسيم الناتجين بعد استخدامها.
وبالنظر لأنواع الهيدروكربونات في الأسفل يمكن ملاحظة ان عديد إن لم يكن كل المجموعات الفعالة الموجودة في المركبات الأليفاتية توجد أيضا في المركبات الأروماتية والمركبات الأليفاتية الحلقية، إلا في حالة نزع الماء منها، والذي يؤدى لمجموعات فعالة غير متفاعلة.
ويجب التلميح هنا أن التسمية النظامية للمركبات العضوية تقدم تقسيماً مستفيضا لعدد من التقسيمات الخاصة بالمركبات العضوية طبقا لوجود المجموعات الفعالة، بناء على توصيات الاتحاد الدولي للكيمياء البحتة والتطبيقية وأحيانا بناء على الاسم الشائع للمركبات. وتزداد صعوبة التسمية في حالة وجود أكثر من مجموعة فعالة عند تقسيم المجموعات الفعالة في تحت-التقسيم.
كما يوجد أيضا تقسيم خاص بحالة السلسلة: وما إذا كانت مفتوحة وتختص بالمركبات الأليفاتية، أو مغلقة وهي المركبات الحلقية.

### المركبات الأليفاتية
أمثلة مركبات أليفاتية:
تؤتي القائمة أسفله بالعديد من المركبات الأليفاتية من البسيط إلى المعقد . تتسم المركبات الأليفاتية بمتسلسلاتها (غير حلقية)، وهي مرتبة هنا بحسب عدد ذرات الكربون في الجزيء:
| الصيغة الكيميائية | الاسم        | رقم التسجيل CAS | صيغة الشكل | التصنيف |
| ----------------- | ------------ | --------------- | ---------- | ------- |
| CH4               | ميثان        | 74-82-8         |            | Alkane  |
| C2H2              | أسيتيلين     | 74-86-2         |            | Alkyne  |
| C2H4              | إيثيلين      | 74-85-1         |            | Alkene  |
| C2H6              | إيثان        | 74-84-0         |            | Alkane  |
| C3H4              | بروباين      | 74-99-7         |            | Alkyne  |
| C3H6              | بروبيلين     | -               |            | Alkene  |
| C3H8              | بروبان       | -               |            | Alkane  |
| C4H6              | 3،1-بوتاديين | 590-19-2        |            | Diene   |
| C4H6              | 1-بوتاين     | -               |            | Alkyne  |

الهيدروكربونات الأليفاتية تنقسم إلى ثلاث مجموعات، السلاسل المتجانسة طبقا لحالة تشبعها: البارافينات (الألكانات) والتي لا يكون فيها أي روابط ثنائية أو ثلاثية؛ والأولفينات (الألكينات) والتي تحتوى على روابط ثنائية، والتي يمكن أن تكون أولفين أحادى يحتوى على رابطة ثنائية واحدة، أو أولفين ثنائي ويحتوى على رابطتين، أو أولفين متعدد ويحتوى على عدة روابط ثنائية. المجموعة الثالثة هي الألكايينات: وهي تحتوي على رابطة ثلاثية على الأقل (مثل 1-بوتاين ). كما توجد تقسيمات أخرى للمركبات الأليفاتية اعتمادا على المجموعات الفعالة الموجودة بها.
كما أن المركبات الأليفاتية يمكن أن ينظر لها عن طريق استقامة أو تفرع السلسلة المكونة للمركب، ودرجة التفرع أيضا لأن هذا يؤثر على خواصها، مثل رقم الأوكتان في صناعة البترول.

#### المركبات الأروماتية والحلقية الأليفاتية

البنزين أحد أشهر المركبات الأروماتية المعروفة وأبسطها وأكثرها استقراراً.

التركيب الإصطناعي لفيتامين ب12، أحد المنتجات الهامة للكيمياء العضوية.

يمكن للمركبات الحلقية أن تكون مشبعة أو غير مشبعة. ونظرا لقيمة الزاوية بين الروابط بين ذرات الكربون فإن الشكل الذي يحتوى على 6 ذرات كربون يعتبر أكثر الأشكال الحلقية ثباتا ؛ ولكن ذلك لا يمنع وجود بعض الحلقات التي تحتوى على 5 ذرات كربون . وفيما عدا ذلك يعتبر نادرا الحدوث. وتنقسم الهيدروكربونات الحلقية إلى حلقية أليفاتية، و حلقية أروماتية والتي يطلق عليها أيضا أرينية.
ومن المركبات الحلقية الأليفاتية التي لا تحتوى على روابط ثنائية الألكانات الحلقية (البارفينات الحلقية)، بينما تحتوى الألكينات الحلقية (الأوليفينات الحلقية) على روابط ثنائية. وأصغر عضو في عائلة الألكانات الحلقية هو البروبان الحلقي. كما توجد مجموعة هامة ضمن الحلقات الأليفاتية هي مجموعة التربينات.
والشيء المختلف في الهيدروكربونات الأروماتية هو احتوائها على روابط ثنائية متبادلة أو مترافقة. وأحد أبسط الأمثلة على ذلك هو حلقة البنزين وبناء البنزين تم اقتراحه بواسطة هوكل والذي كان أول من افترض مبدأ عدم التمركز أو الرنين لتوضيح هذا البناء.
وتتغير صفات الهيدروكربونات الحلقية في حالة وجود مجموعات فعالة، ولكن في بعض الحالات يمكن أن تصنف بعض العناصر التي تكون مجموعات فعالة ضمن الحلقة نفسها. ويطلق على المركبات التي تحتوى على عنصري الكربون والهيدروجين فقط في تركيبها بالحلقات المتجانسة، بينما يطلق على التي تحتوى على عناصر أخرى حلقات غير متجانسة وتسمى الذرة المستبدلة مكان ذرة الكربون بذرة غير متجانسة.
عموما فإن الذرة غير المتجانسة تكون ذرة أكسجين، أو نيتروجين، أو كبريت، ولكن غالبا ما تكون نيتروجين، وتتكون الحلقات غير المتجانسة في الكائنات الحية من النيتروجين. ومن الأمثلة الموجودة للحلقات غير المتجانسة صبغة الأنيلين، ومعظم المركبات التي يتم مناقشتها في الكيمياء الحيوية مثل الألكالويد، ومركبات عديدة من الفيتامينات، الأحماض النووية وعديد من المركبات الطبية. ومن هذه المركبات البنائية البيرول، (خماسي الحلقة)، الإندول (سداسي الحلقة).

#### البوليمرات

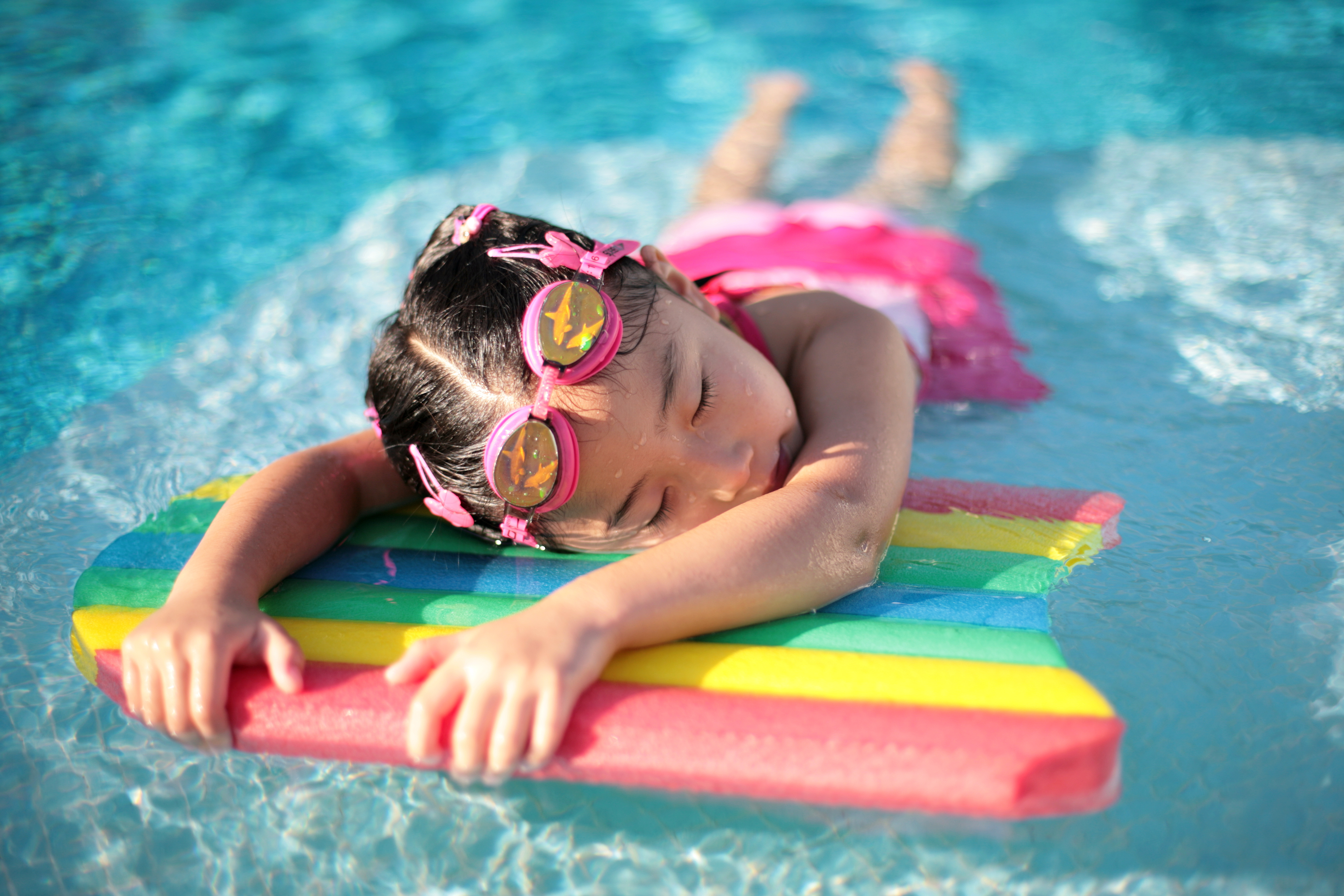
لوح السباحة هذا مصنوع من متعدد الستيرين، وهو مثال على البوليمرات.

أحد الخواص الهامة للكربون في الكيمياء العضوية أنه يستطيع تكوين مركبات معينة، تستطيع الجزيئات المفردة لهذه المركبات ربط نفسها ببعض، وبالتالي تكوين سلسلة أو شبكة. وتسمى هذه العملية بلمرة وتسمى السلاسل أو الشبكات المتكونة بوليمرات، بينما يطلق على الجزئ المكون لها بالمونومر. وتوجد مجموعتان رئيسيتان لهذه المركبات: المجموعة التي يتم تصنيعها وتسمى البوليمرات الصناعية، والبوليمرات التي توجد بصورة طبيبعة وتسمى بوليمرات حيوية.
وبمجرد الحصول على أول بوليمر بطريقة صناعية: الباكالايت، إتجهت صناعة البوليمرات نحو النمو بصورة كبيرة. ومن البوليمرات العضوية الشائعة الاستخدام بولى إثيلين أو البوليثين، البولى بروبيلين الذي يستخدم في صناعة نوع قوي من البلاستيك، النايلون، التيفلون أو PTFE، البولى إستر، البولى ميثيل ميثا أكريلات (البلاستيك الشفاف)، بولى فينيل كلوريد PVC.
وكل هذه الأنواع عامة ولكن يوجد لكل منها تفرعات كثيرة بخواص فيزيائية مختلفة لاستخدامات مختلفة. وبتغيير ظروف عملية البلمرة يتغير التركيب الكيميائي للبوليمر الناتج وذلك بحدوث تعديلات في طول السلسلة، أو التفرع، أوالترتيبية. وعند البدء بمونومر واحد فإن البوليمر الناتج يكون متجانس. ويمكن استخدام أكثر من مونومر لإنتاج بوليمر مشترك كما يمكن التحكم في درجة اتحاد مكونات البوليمر ببعضها البعض. وتعتمد الخواص الفيزيائية مثل الصلابة، الكثافة، قوة الشد، مقاومة الاحتكاك، مقاومة الحرارة، اللون على التركيب النهائي.
المادة الوحيدة الأخرى التي يمكن أن ينتج منها بوليمرات هي السيليكون. وللسليكونات اختلافات رئيسية عن البوليمرات الناتجة من الكربون، حيث أنه بخلاف الرابطة الأساسية في البوليمرات الكربونية كربون-كربون، ترتبط ذرات السيليكون ترتبط معا بطريقة غير مباشرة عن طريق روابط من الأكسجين.

#### الجزيئات الحيوية
الجزيئات الحيوية هي أحد التصنيفات الرئيسية في الكيمياء العضوية. وتمثل عديد من الجزيئات المعقدة الكبيرة أهمية بالغة في الكائنات الحية. وبعضها يحتوى على سلاسل كبيرة من البوليمرات الحيوية. وتنقسم الجزئيات الحيوية لأقسام رئيسية مثل الكربوهيدرات، الأحماض الأمينية، السكريات المتعددة، الليبيدات، الأحماض النووية.

#### أخرى
المركبات العضوية التي تحتوى على روابط بين الكربون والنيتروجين، الأكسجين، الهالوجينات ويتم تقسيمهما منفردة. وتوضع المركبات الأخرى في مجموعات رئيسية ضمن الكيمياء العضوية ويتم مناقشتها تحت عناوين مثل: كيمياء كبريت عضوي، كيمياء فلز عضوي، كيمياء فوسفور عضوي، كيمياء سيليكون عضوي.
لقد قام العالم برذليوس بتقسم المواد لعضوية وغير عضوية ووضع نظرية تسمى نظرية القوى الحيوية التي تنص على أن المركبات العضوية تصنع وتختلق داخل جسم الكائن الحى بتاثير قوى حيوية ولا يمكن تحضيرها في المختبرات
ولكن العالم الألماني فوهلر استطاع داخل معمله وخارج جسم الكائن الحي من تحضير مادة عضوية من مادتين غير عضويتين NH4CL+AGCNO → AGCL+NH4CNO
NH4CNO→H2N–CO–NH2

## خواص المواد العضوية
المركبات العضوية غالبا ما تكون مرتبطة تساهميا. وهذا يسمح بوجود الأشكال البنائية الفريدة مثل السلاسل الطويلة والحلقات. والسبب لإستطاعة الكربون تكوين مثل التركيبات الفريدة والمركبات العديدة للكربون هو يمكن أن تكون روابط تساهمية ثابتة مع بعضها. وبعكس المواد غير العضوية، فإن المركبات العضوية تذوب، تغلى، تتأصل، وتتحلل تحت 300 °C. وتميل المركبات العضوية المتعادلة لأن تكون ذوبانها أقل في الماء بالمقارنة بعديد من الأملاح غير العضوية، فيما عدا بعض المركبات مثل المركبات الأيونية العضوية والكحولات ذات الوزن الجزيئي المنخفض، الأحماض الكاربوكسيلية حيث تتواجد رابطة هيدروجينية.
يستخدم ثنائي إيثيل الإيثر في التخدير الطبي.
تميل المركبات العضوية للذوبان في المذيبات العضوية والتي غالبا ما تكون مواد نقية مثل الإيثر أو الإيثانول أو المخاليط مثل المذيبات البارافينية مثل الإيثرات البترولية المختلفة, الروح البيضاء، أو مدى المخاليط الأروماتية النقية التي يتم الحصول عليها من تقطير البترول بالفصل الفيزيائي أو بالتحويل الكيمياء. الذوبانية في المذيبات المختلفة تعتمد على نوع المذيب وعلى المجموعة الفعالة في حالة وجودها. ويتم دراسة المحاليل بواسطة علم الكيمياء الفيزيائية. ومثل الأملاح غير العضوية يمكن للمركبات العضوية أن تكون بلورات. الخواص الفريدة للكربون في المركبات العضوية راجعة لأن تكافؤه لا يجب أن يؤخذ عادة من العناصر الأخرى، وعندما لا يتم، فإنه ينتج عن ذلك حالة تسمى اصطلاحا بعدم التشبع. وفي هذه الحالة نتحدث عن الرابطة ثنائية أو ثلاثية بين ذرتي كربون. ويسمى التبادل الذي يحدث بين الرابطة الأحادية والرابطة الثنائية في سلسلة بترافق الروابط المزدوجة. بينما يمثل البناء الأروماتي حالة خاصة والتي يحدث الترافق فيها في حلقة مقفولة.
كما توجد طرق أخرى في الكيمياء التحليلية.

## التفاعلات العضوية
التفاعلات العضوية هي تفاعلات كيميائية تتضمن مركبات عضوية. وبينما يجتاز الهيدروكربون النقي أنواع معينة من التفاعلات، فإن عديد من التفاعلات العضوية تتم بواسطة المجموعات الفعالة. والنظرية العامة لهذه التفاعلات تهتم بالتحليل الدقيق لخواص هذه المجموعات مثل الألفة الإلكترونية للذرات المؤثرة، قوة الرابطة، الإعاقة الفراغية. وهذه المواضيع تحدد الثبات النسبي للوسيط النشط، والذي عادة ما يحدد مباشرة اتجاه التفاعل. ومثال عام لهذا التفاعل هو تفاعل الاستبدال والذي يكتب كالتالي:
Nu− + C-X → C-Nu + −X
حيث تمثل X بعض المجموعات الفعالة وNuهو محب للنواة.
وتوجد بعض الملاحظات الهامة لمثل هذا التفاعل. حيث لا يهم حدوثها بطريقة عفوية أم لا حيث أنها تتم طبقا لطاقة جيبس الحرة للتفاعل. ويمكن تحديد الطاقة المنطلقة أو الممتصة في التفاعل طبقا للتغييرات الحادثة في الإنثالبى. كما توجد بعض الملاحظات الأخرى المتضمنة ما إذا كان هناك تفاعل جانبي يحدث أثناء التفاعل. وغالبا ما تنتج التفاعلات الجانبية نواتج غير مرغوب فيها والتي يمكن أن تكون إما سهلة أو صعبة الفصل عن النواتج الأصلية.

## وصلات خارجية
- دورة تدريبية مفتوحة- الكيمياء العضوية
- جريدة الكيمياء العضوية
- الخطابات العضوية- جدول المحتويات
- سينليت
- التصنيع
- بوابة الكيمياء العضوية- اكتشافات حديثة وتفاعلات
- موقع مناقشات الكيمياء العضوية الفوري
- الكتاب المرئي للكيمياء العضوية
- الكيمياء العضوية- وصلات عديدة نسخة محفوظة 16 مارس 2015 على موقع واي باك مشين.
- عائلات الكيمياء العضوية ومجموعاتها الفعالة
- أدوات روجر فروست الكيميائية التعليمية- الكيمياء العضوية
- مساعدة حول الكيمياء العضوية